# طواف النمسا 2015
طواف النمسا 2015 (بالإنجليزية: 2015 Tour of Austria)‏ هو سباق دراجات هوائية أقيم بتاريخ 4–12 يوليو، تكون السباق من 8 مراحل وامتدّ لمسافة 1452.9 كم.